# Jugendkammer (EKD)
Die Jugendkammer der EKD wurde 1946 (nach dem Vorbild der Jugendkammer in der Bekennenden Kirche) zur Interessenvertretung der Jugendlichen gegründet. Später richteten auch fast alle Landeskirchen eigene Jugendkammern ein. Sie beraten das Konsistorium bzw. Kirchenamt und die Kirchenleitung bei allen Fragen, von denen die Arbeit mit Kindern und Jugendlichen betroffen ist, beschäftigen sich mit Themen aus Kirche, Gesellschaft und Politik und können zu diesen für die Evangelische Jugend ihrer Landeskirche öffentlich Stellung nehmen.
In der EKD wurde die Jugendkammer 1997 mit der Kammer für Bildung und Erziehung zur Kammer für Bildung und Erziehung, Kinder und Jugend verbunden. Die spezifischen Themen der Jugendarbeit werden innerhalb der Arbeitsgemeinschaft der Evangelischen Jugend gemeinsam mit den evangelischen Freikirchen und anderen Trägern bearbeitet.

## Zusammensetzung
Die Jugendkammern der Landeskirchen setzen sich aus den gewählten Vertretern der evangelischen Jugendverbände und den Vertretern der in der evangelischen Kinder- und Jugendarbeit tätigen Ämtern, Werken und Einrichtungen sowie dem Landesjugendpfarrer zusammen. Der Vorsitzende der Jugendkammer wird bei der ersten konstituierenden Sitzung von der Jugendkammer selbst gewählt, sofern dies nicht durch die landeskirchliche Ordnung für die Arbeit mit Kindern und Jugendlichen bereits vorgeschrieben wird.